# Torso arqueado de mujer desnuda
La escultura Torso arqueado de mujer desnuda es una obra de Mustafa Arruf que se halla en la Plaza de España, en Melilla, España.

## Autor
Mustafa Arruf, uno de los escultores más relevante de los siglos XX y XXI, nacido en 1958, es autor de una obra vanguardista, de fuerte contraste y gran belleza plástica. De su iconografía, de gran peso y atractivo visual —con elementos espontáneos, exagerados y al mismo tiempo sencillos y contenidos— destacan, entre otras obras, Encuentros, Homenaje a Fernando Arrabal y las Venus (serie de esculturas femeninas con un gran simbolismo antropológico cultural).

## La obra
La escultura es un busto de bronce sobre una base o peana de acero corten. El vaciado se hizo en silicona con revestimiento cerámico y la fundición, en bronce a la cera perdida, fue realizada por la fábrica MAGISA, con sede en Madrid. La obra data de 1992, aunque fue inaugurada su exposición pública en abril de 1993. Se ubicó inicialmente en la Plaza de España de Melilla, en el pasaje que separa los edificios del antiguo Banco de España y el Casino Militar.
Torso es una escultura exenta de bulto redondo, que presenta de manera principal un punto de vista frontal, con apoyo insinuado en una de sus piernas. Arruf crea sensación de movimiento a partir de una línea helicoidal que confiere a la imagen una cualidad muy dinámica. La línea se inicia en el extremo inferior izquierdo de la figura apoyado en la peana, gira en espiral hacia la zona lumbar derecha y asciende por la espalda hasta el hombro izquierdo, donde reposa su rostro.
Una reproducción de la obra se halla en Torrejón de Ardoz (Madrid) y figura en la Relación de bienes muebles de valor histórico-artístico de su ayuntamiento.
Otra reproducción se expone en el Parque del Museo de la ciudad de Tromsø (Noruega). La escultura fue robada dos años después de su inauguración. El medio de comunicación público noruego NRK (Norsk Rikskringkasting) informaba, el 3 de octubre de 2000, que la escultura del artista Mustafa Arruf fue entregada como un regalo de amistad al municipio de Tromsø desde la ciudad española de Melilla. Per Kvist —miembro del Tromsø Art Society (Tromsø Kunstforening), una de las instituciones culturales más antiguas de la ciudad que ha desarrollado un papel central para el arte en el norte de Noruega, haciendo hincapié en el arte contemporáneo reciente y experimental en su programa— describía la escultura robada como una obra de arte elegante y popular, destinada a formar parte del parque de esculturas que la asociación cultural tenía en proyecto.
Ocho ocho años después, gracias al interés mostrado por las autoridades culturales de la ciudad nórdica y a sus buenas relaciones con el autor, una nueva reproducción fue ubicada en el mismo lugar del parque que la anterior.
Un artículo publicado por el periodista y fotógrafo Yngve Olsen el 26 de mayo de 2019, en el diario Nordlys (principal periódico del norte de Noruega), narra la historia de cómo la escultura llegó a Tromsø desde África y su desaparición dos años después del centro de la ciudad sin dejar rastro.
Torso es una obra de inspiración clásica con un marcado contrapposto que plasma el movimiento a través de la curva praxiteliana pero al mismo tiempo introduce elementos originales quizás inspirados en técnicas de la cinematografía o la fotografía, como el corte de la cabeza inclinada análogo al que se realiza en algunos retratos en primerísimo primer plano. Al igual que ocurre con Torso arqueado de mujer joven, de Auguste Rodin, el autor ha eliminado algunos elementos de la figura, dejando estrictamente los que consideraba con fuerza expresiva. Según expuso el propio artista:

«Esta es una de mis obras más emblemáticas porque es una escultura con mucha magia en sus líneas y en la composición del cuerpo».

## Paralelos
- Busto Torso arqueado de mujer joven (1909). Auguste Rodin. Musée Rodin. Paris.[10]

- Busto Desnudo (1998). Mustafa Arruf. Park of the Museum of Modern Art, en Tromsø (Noruega).

- Busto Torso de mujer (1999). Mustafa Arruf. Torrejón de Ardoz. Madrid.